# Jannik Schuster
Jannik Schuster, né le 16 mai 2006 à Hall en Tyrol en Autriche, est un footballeur autrichien qui évolue au poste de défenseur central au RB Salzbourg.

## Biographie

### En club
Né à Hall en Tyrol en Autriche, Jannik Schuster est formé par le RB Salzbourg, où il commence sa carrière professionnelle avec l'équipe satellite du FC Liefering en deuxième division autrichienne dès la saison 2023-24.
Le 20 juin 2024, Schuster signe un nouveau contrat, le liant avec le club de Salzbourg jusqu'en juin 2028. Il commence à être intégré à l'équipe première mais doit dans un premier temps continuer à jouer avec le FC Liefering,.  Lors de la saison 2024-2025 il s'illustre aussi avec les jeunes salzbourgeois, portant régulièrement le brassard du capitaine, et amenant son équipe jusqu'en demi-finale de Youth League.
Il joue son premier match pour le RB Salzbourg le 24 mai 2025 contre le Rapid Vienne en championnat. Il entre en jeu et son équipe s'impose par quatre buts à deux.
Il joue son premier match en Ligue des Champions le 12 août 2025, entrant en jeu dans les tous derniers instants du match de qualification contre le Club Bruges, remporté 3-2 par ces derniers, reléguant le club autrichien à la Ligue Europa,,.

### En équipe nationale
Il représente l'Autriche en sélection, commençant avec les moins de 16 ans, jouant trois matchs en 2022, et marquant un but.
Le 6 juin 2025, Jannik Schuster joue son premier match avec l'équipe d'Autriche espoirs, face à la Lettonie. Il entre en jeu et voit son équipe l'emporter par un but à zéro.

## Vie privée
Jannik Schuster est issu d'une famille pratiquant le saut à ski. Il est le fils de Werner Schuster, pratiquant cette discipline à haut niveau et devenu ensuite entraîneur. Son grand-père Willy et son frère Jonas ont également pratiqué ce sport. Jannik a quant a lui essayé plusieurs sports différents mais a décidé de rester dans le football, qu'il préfère.

## Palmarès
RB Salzbourg
- Championnat d'Autriche
  - Vice-champion en 2024-25